# アントステラ

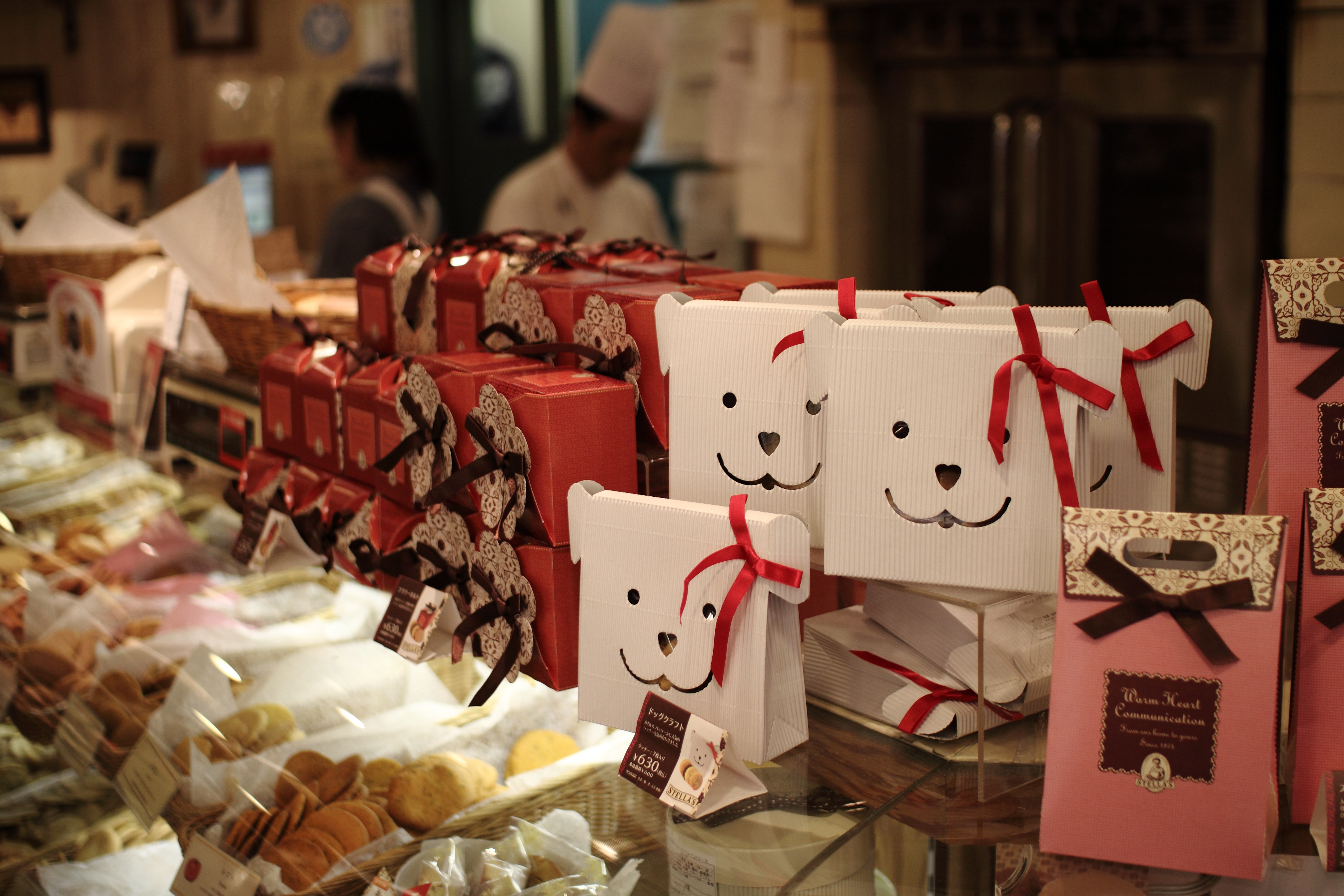
札幌の「ステラおばさんのクッキー」店頭の商品（2011年）

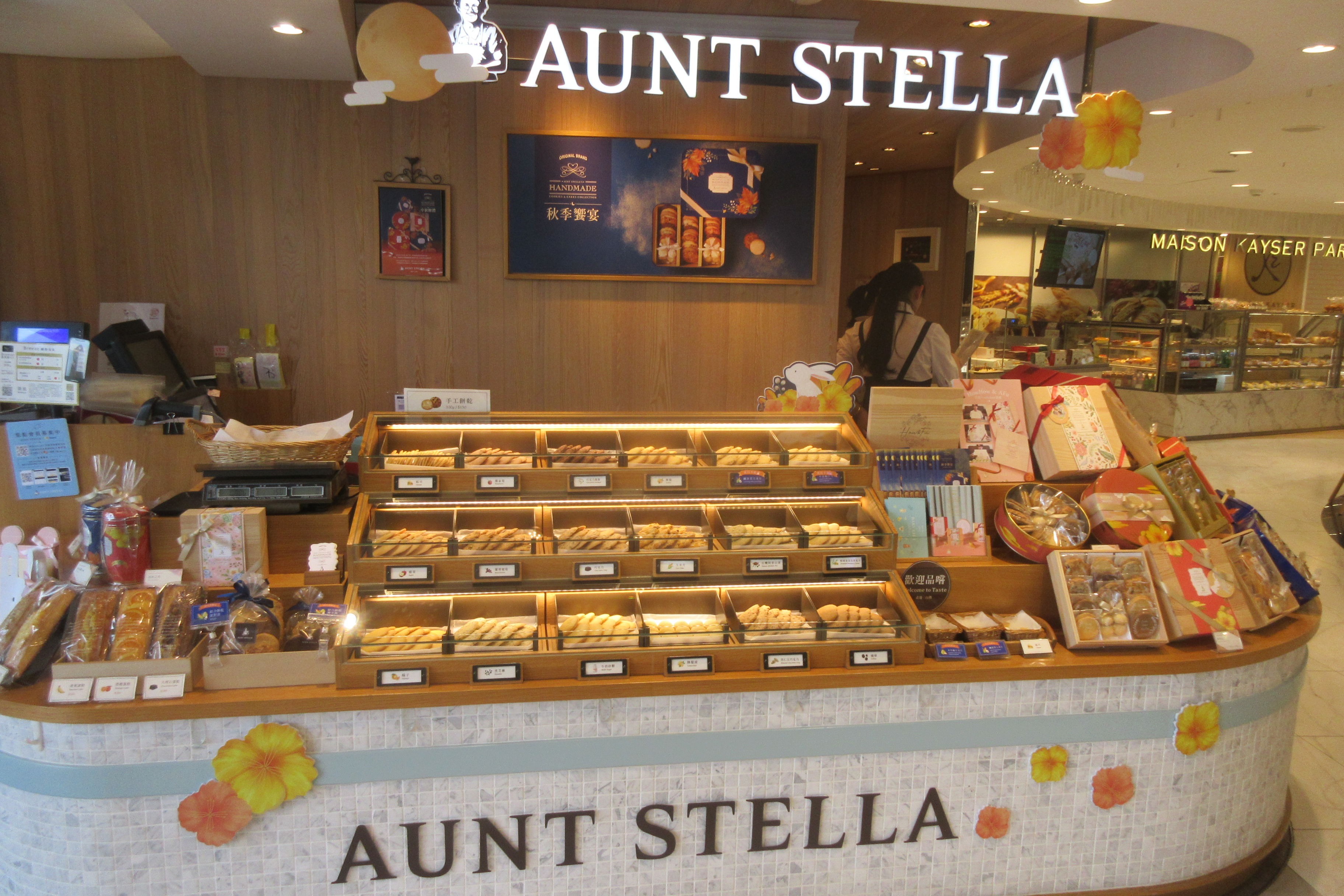
台湾の「ステラおばさんのクッキー」店舗。台湾には1989年に進出し、詩特莉食品股份有限公司が経営する。

株式会社アントステラは、東京都港区白金台に本社を置く、日本の菓子製造業者。アメリカンカントリースタイルの焼きたてクッキーを販売する専門店、「ステラおばさんのクッキー」を展開している。

## 概要
1974年（昭和49年）4月10日、アメリカ合衆国ペンシルバニア州から来日したジョセフ・リー・ダンクルを社長として株式会社ローリードールが設立される。西武流通グループのアイスクリーム部門担当会社として設立されたため設立当初は西友ストア内を中心に「ダンクルアイスクリームショップ」というアイスクリームショップの展開を行っていた。1978年（昭和53年）にはフランチャイズ展開も開始しており、1980年（昭和55年）7月末時点で40店舗を展開していた。また、アイスキャンデーの製造やフローズンヨーグルトショップ「ビバルトショップ」のチェーン展開も行った。
1982年（昭和57年）に手焼きクッキー専門店「アントステラ 〜ステラおばさんのクッキー〜」の展開を西武百貨店と西友ストアの7店舗で開始する。このクッキー専門店の成功により、以降の事業の主軸はクッキーの製造販売に置かれることとなる。更にステラおばさんをクッキー以外の分野でもブランディングしようとの狙いで1980年代後半から1990年代前半にかけてステラおばさんの故郷への旅行やアンティーク食器や家具の販売やレンタル、子供服の販売などの多角展開を行った。ただし、1997年の食品工業総合名鑑によると平成8年2月期の年商55億円の内訳はクッキー製造販売が91%、アイスクリームと家具インテリアがそれぞれ3％、他が2％であった。
1999年（平成11年）には、社名を「ステラおばさん」を意味する「アントステラ」（英語: Aunt Stella）に変更した。なお「ステラおばさん」はジョセフ・リー・ダンクルのおばで幼稚園の先生をしていたステラ・ダンクルに由来し、「ステラおばさんのクッキー」のレシピも「ステラおばさん」直伝のものである。
しかし、急速に業容を拡大したため不採算店が増加。2005年2月には投資ファンド・日興アントファクトリーの傘下に入り、経営の立て直しを図ることとなった。2006年2月期には、早くも黒字化を達成。2008年1月には、高価格帯商品への参入を伺っていた森永製菓によって買収され、グループ入りした。
2015年12月9日には、東京都港区のデックス東京ビーチに、クッキーバイキングカフェ「アントステラ デックス東京ビーチ台場店」を開店。一品のみの食べ放題サービスブームの火付けに一役買っている。なお同店舗は2017年9月24日をもって閉店。

## 脚註
1. 1 2 3  株式会社アントステラ 第51期決算公告
2. ↑  “詩特莉手工餅乾”. 臺北市食材登錄平台. 2022年7月17日閲覧。
3. ↑  『総合食品』13(7)(151),総合食品研究所,1989-12. 国立国会図書館デジタルコレクション https://dl.ndl.go.jp/pid/3326375 (参照 2025-05-11)
4. 1 2  “原材料高に対抗するため高級クッキー「ステラおばさん」を買収”. 日経ビジネス. (2008年8月27日)
5. 1 2  『全国乳業年鑑』昭和55年版,食糧タイムス社,1979.12. 国立国会図書館デジタルコレクション https://dl.ndl.go.jp/pid/11916530 (参照 2025-05-11)
6. ↑  『フランチャイズ21年史』,東京経済,1986.4. 国立国会図書館デジタルコレクション https://dl.ndl.go.jp/pid/12023186 (参照 2025-05-11)
7. 1 2  『全国乳業年鑑』昭和56年版,食糧タイムス社,1980.12. 国立国会図書館デジタルコレクション https://dl.ndl.go.jp/pid/11916534 (参照 2025-05-11)
8. ↑  『多角化・新規事業開発情報総覧5000』,アーバンプロデュース出版部,1987.6. 国立国会図書館デジタルコレクション https://dl.ndl.go.jp/pid/11955877 (参照 2025-05-11)
9. ↑  『Franchise age』20(2)(215),日本フランチャイズチェーン協会,1991-02. 国立国会図書館デジタルコレクション https://dl.ndl.go.jp/pid/2882426 (参照 2025-05-11)
10. ↑  『近代中小企業』26(3)(342),中小企業経営研究会,1991-03. 国立国会図書館デジタルコレクション https://dl.ndl.go.jp/pid/2653887 (参照 2025-05-11)
11. ↑  『食品工業総合名鑑』1997,光琳,1997.6. 国立国会図書館デジタルコレクション https://dl.ndl.go.jp/pid/11941270 (参照 2025-05-11)
12. ↑  “沿革”. ステラおばさんのクッキー. 2016年12月27日閲覧。
13. ↑  “バヤリース、ステラおばさん......。意外と知らない商品名の由来”. マイナビニュース. (2014年1月9日)
14. ↑  みずほ総合研究所株式会社『ファンドの実態活動等及び投資先の実態に関する調査研究報告書 : 平成20年度産業金融システムの構築及び整備調査委託事業』,経済産業省. 国立国会図書館デジタルコレクション https://dl.ndl.go.jp/pid/11220660 (参照 2025-05-11)
15. ↑  “東京都港区「デックス東京ビーチ」に、クッキーバイキングカフェがオープン”. マイナビニュース. (2015年11月24日)
16. ↑  “クッキーや納豆…ひたすら「一品」食べ放題 24歳記者、３店で記録更新”. 日本経済新聞. (2013年11月10日)
17. ↑  “公式ホームページ”. 2017年9月10日閲覧。